# Троицкий, Игорь Николаевич
И́горь Никола́евич Тро́ицкий (англ. Igor Troitski; род. 2 мая 1941, Калуга) — советский, российский и американский учёный, доктор технических наук, профессор, автор более 200 научных работ по лазерной локации, голографии, томографии, адаптивной оптики, формированию оптических изображений в прозрачных средах, автор книг, монографий и учебных пособий. Имеет 79 советских авторских свидетельств и 29 американских патентов.

## Биография
Родился 2 мая 1941 года в Калуге в семье врачей. Мать — Бронислава Григорьевна Липницкая (1914—1996), отец — Николай Алексеевич Троицкий (1896—1965), пришедший в медицину после духовной семинарии. В августе 1941 года вместе с мамой и бабушкой эвакуировался в Северный Казахстан. После возвращения из эвакуации с 1945 по 1952 год жил в подмосковном посёлке Салтыковка, а затем вместе с семьёй переехал в Москву. В 1958 году с золотой медалью окончил среднюю школу № 453.
В 1958—1959 годах работал столяром в подсобно-вспомогательном строительном производстве Москвы. В 1965 году, окончив МФТИ, получил квалификацию инженера-физика и поступил в аспирантуру. Научным руководителем его дипломного проекта и кандидатской диссертации был основоположник советской и российской стратегической системы ракетно-космической обороны Владислав Репин.
С 1965 по 1971 год работал в ОКБ «Вымпел», где в 1969 году защитил кандидатскую диссертацию. В 1971 году перешёл в НПО «Астрофизика», возглавив теоретическую лабораторию, разрабатывавшую оптимальные системы для лазерных локаторов. В 1978 году защитил докторскую диссертацию. С 1971 по 1988 год преподавал на базовой кафедре лазерных локационных систем МФТИ. В это время выходят его учебные пособия и в авторстве с коллегами публикуются статьи и книги по проблемам статистической теории голографии, лазерной локации и адаптивной оптики.
В 1981 году возглавил научно-исследовательское отделение, которое разрабатывало системы, использующие мощные лазерные установки, и отвечало за организацию и проведение экспериментальных работ по воздействию мощного лазерного излучения на различные объекты.
С 1988 по 1992 год работал в Институте истории естествознания и техники имени С. И. Вавилова Академии наук СССР, читал лекции в Московском высшем техническом училище имени Н. Э. Баумана. В это время его научные интересы были сосредоточены на создании статистической теории томографии.
В 1994 году принял активное участие в организации выставки «Оптика из России в Нью-Йорке». В 1995 году организовал и возглавил оптическо-исследовательскую лабораторию в Нью-Джерси, куда были приглашены по программе САБИТ учёные и инженеры из нескольких московских институтов. Исследования проводились по созданию оптических изображений на основе эффекта брекдауна (ОЛБ-изображения) в различных прозрачных средах и по разработке новых голографических систем.
В 1995 году вместе с ещё двумя российскими учёными и американскими партнёрами организовал в Лас-Вегасе совместную компанию Laser-Tech Design для производства ОЛБ-изображений.

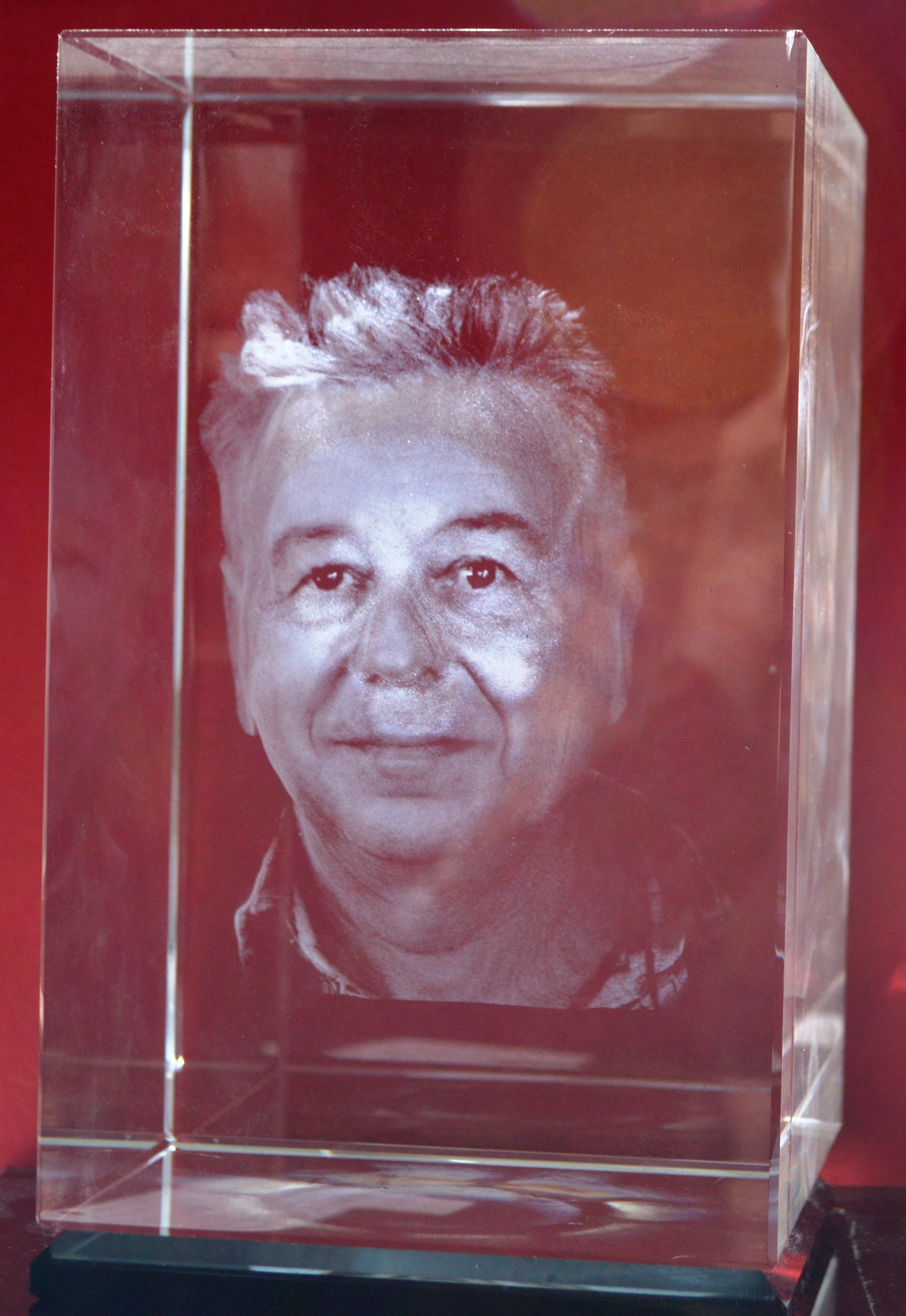
Автопортрет в стеклянном кубе, произведённый с использованием эффекта лазерного брекдауна, 2003 г.

В 1997 году открыл свою собственную компанию Igor Troitski, LLC.
В 1998—2001 годах был совладельцем компании Crystal Magic, базировавшейся в Орландо и производившей ОЛБ-изображения диснеевских героев.
В 2001 году стал гражданином США, сохранив при этом гражданство России.
В 2012 году, прекратив активную научно-производственную деятельность, начал приобщаться к литературной работе. Автор двух автобиографических книг о жизни в СССР и США.

### Семья
- Первая жена — Татьяна Горшкова
  - Дочь — Мария (род. 1971)
- Вторая жена — Ольга Харитонова
  - Дочь — Анна (род. 1985)
    - Внук — Юлиан (род. 2013)

### Научные труды
- Троицкий И. Н., Устинов Н. Д. Статистическая теория голографии. — Москва: Радио и связь, 1981, 327 с.
- Матвеев И. Н., Сафронов А. Н., Троицкий И. Н., Устинов Н. Д. Адаптация в информационных оптических системах. — Москва, Радио и связь, 1984, 343 с.
- Матвеев И. Н., Протопопов В. В., Троицкий И. Н., Устинов Н. Д. Лазерная локация. — Москва: Машиностроение, 1984. 272 с.
- Троицкий И. Н. Статистическая теория томографии. — Москва: Радио и связь, 1989, 239 с.
- Троицкий И. Н. Когерентная оптика и голография. Учебное пособие. — Москва: МФТИ, 1982. 95 с.
- Троицкий И. Н. Компьютерная томография. — Москва: Знание, 1988. 64 с.
- И. Н. Троицкий, А. Н. Сафронов. Адаптивная оптика. — Москва: Знание, 1989. 64 с.
- И. Н. Троицкий. Оптимальная обработка информации (Становление и развитие принципов). — Москва: Знание, 1990. 63 с.

### Публикации
- Igor Troitski. Optics from Russia. Optical Engineering Bulletin, No 2, 1994
- Igor Troitski. Optical Research Laboratory. Optical Engineering Bulletin, No 3, 1995
- Igor Troitski. Laser-Induced Damage Creates Interior Images. OE REPORTS (International Optical Engineering Community), Number 191, November 1999
- Igor N. Troitski. Laser-Induced Damage in Optical Materials. Proceedings of the SPIE, Volume 3902, 1999
- Igor N. Troitski. Methods for Creation of Laser-Induced 3D Portraits Inside Transparent Materials. Proceedings of the SPIE, Volume 5203, November 2003

### Литературные произведения
- Игорь Троицкий. Русский среди евреев, еврей среди русских. Accent Graphics Communications, Ottawa, 2019, 164 с.
- Игорь Троицкий. Две жизни. Записки старого физтеха. — Москва: Издательство Российского союза писателей, 2021, 397 с.